# 巴甫利夫卡 (沃洛德米爾區)

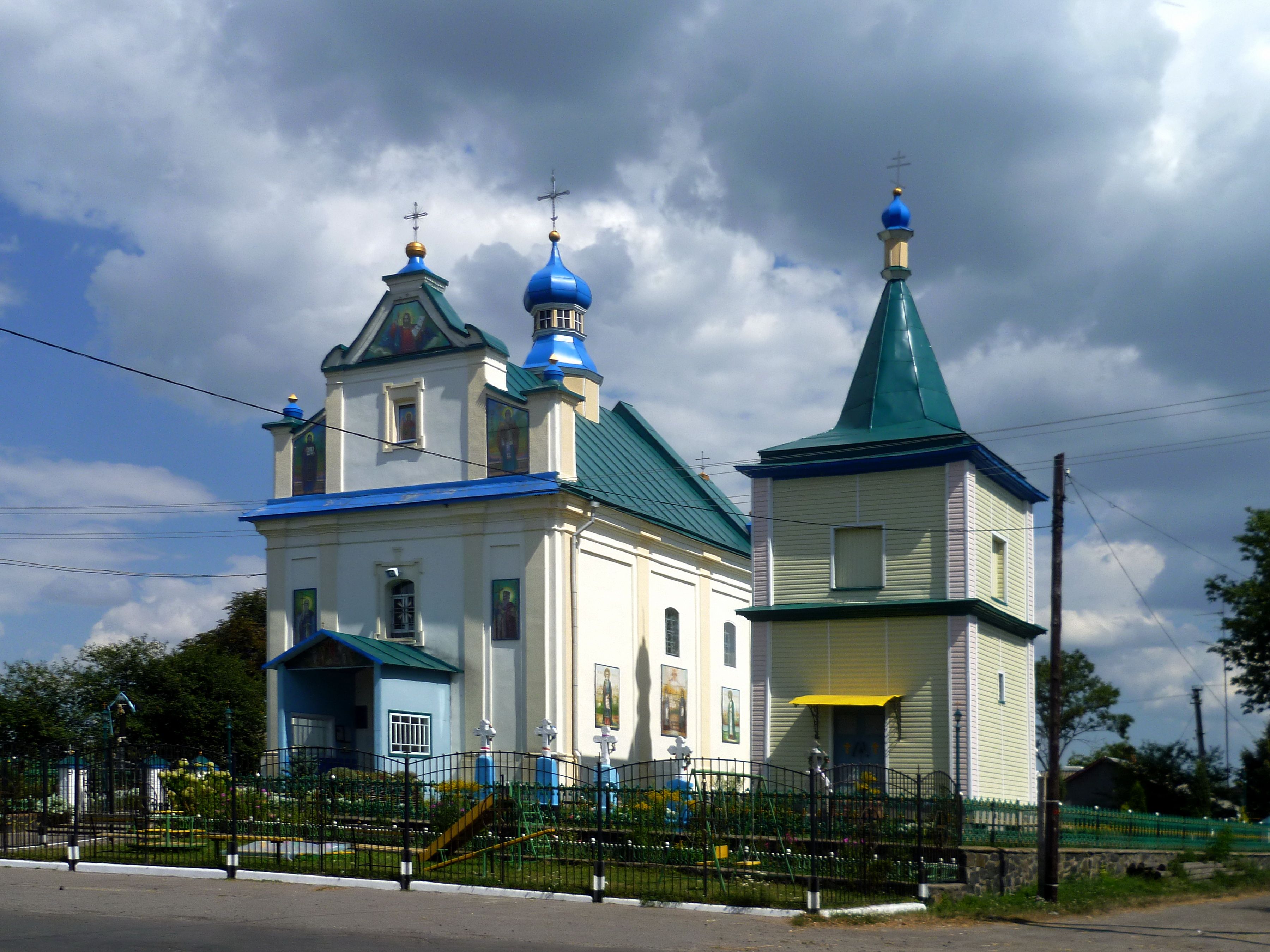
教堂

巴甫利夫卡（羅馬化：Pavlivka）是烏克蘭西部沃倫州沃洛德米爾區巴甫利夫卡市镇的村落。處於盧哈河畔，始建於1407年，面積12.1平方公里，海拔高度199米，2001年人口914。